# Atanas Kolev
Atanas Kolev (Bugarski:  Атанас Колев; Botevgrad, 15. srpnja 1967.) bugarski je šahovski velemajstor i autor knjiga o šahu i poznatim šahistima.
Rođen je u Botevgradu, u zapadnoj Bugarskoj, a od djetinjstva se počeo baviti šahom. Bio je izbornik ženske šahovske djevojčadi od 2004. do 2006.
Zajedno sa sunarodnjakom Kirilom Georgievom napisao je knjigu o poznatoj Sicilijanskoj obrani, koja je postala najprodavanija knjiga o šahu na svijetu.[nedostaje izvor]
Nakon prvog izdanja 2007., Kolev je s makedonskim velemajstorom Trajkom Nedevom napisao drugo popravljeno izdanje knjige objavljeno 2012. godine.
Bio je najbolji bugarski i među najboljim svjetskim šahistima tijekom 2011. osvojivši pet od šest održanih prestižnih šahovskih natjecanja.
U svojoj šahovskoj karijeri, koja je trajala od 1988. do 2011., osvojio je 60 šahovskih natjecanja priznatih od strane Svjetske šahovske organizacije.
Dvaput je bio i bugarski prvak: 1992. i 2010. Nastupio je na četiri Šahovske olimpijade (1992., 1994., 1996. i 2000.) na kojima je zasutavljen u 4. kolu.